# Steatoda atascadera
Steatoda atascadera är en spindelart som beskrevs av Chamberlin och Ivie 1942. Steatoda atascadera ingår i släktet vaxspindlar, och familjen klotspindlar. Inga underarter finns listade i Catalogue of Life.